# 22354 Sposetti
22354 Sposetti (1992 UR8) là một tiểu hành tinh vành đai chính được phát hiện ngày 31 tháng 10 năm 1992 bởi F. Borngen ở Tautenburg.